# Cecilia Astorga
Cecilia Astorga Arredondo (Rancagua, 9 de octubre de 1967-Santiago, 6 de octubre de 2024) fue una poeta, cantora y payadora chilena, reconocida como la primera mujer payadora en su país.

## Biografía
Hija de la cantora María Arredondo y Bernabé Astorga, Cecilia Astorga nació en Rancagua, quien en su infancia comenzó a cantar en compañía de su hermano, el folclorista Francisco Astorga, especialmente cuecas, tonadas y valses.
En 1985, a los 18 años edad, viajó a Chiloé con el conjunto Cantalar de Graneros, grabando con ellos el álbum Cantos campesinos de Navidad. Ese mimso año ingresó a la Universidad Católica del Maule donde se tituló de profesora de educación básica, aunque también estudió música en la Universidad de Concepción.
Sin embargo, inició profesionalmente su carrera artística en 1998 cuando el payadora Pedro Yáñez la invitió a compartir escenario,desafiando una tradición centenaria que había excluido a las mujeres de este arte. Su trabajo fue fundamental para la creación de una escena femenina de payadoras que surgió en las décadas posteriores, y su influencia en la apertura de espacios para mujeres dentro de la tradición del guitarrón chileno y la décima improvisada fue clave para transformar el panorama artístico chileno.
En 2015 lanzó su único álbum en solitario, Los cinco sentidos, que incluye trece décimas de su autoría. Ese mismo año fue jurada del XI Concurso de Composición Musical Luis Advis, organizado por el Consejo Nacional de la Cultura y las Artes.
En 2020 fue jurado del Concurso Nacional Décimas por el Chile que soñamos, organizado por la Facultad de Letras de la Pontificia Universidad Católica de Chile y el Centro de Estudios Interculturales e Indígenas (CIIR).
El 16 de septiembre de 2024 fue galardonada por el Ministerio de las Culturas, las Artes y el Patrimonio con el Premio Margot Loyola 2024 junto al músico José Segovia Vergara, el periodista Juan Guillermo Prado y la alfarera María Isabel Cachaña.
El 6 de octubre de 2024 falleció en Santiago producto de un cáncer de mama diagnosticado un año antes.
Al momento de su fallecimiento era considerada la primera mujer chilena payadora.

## Discografía

### Álbumes
- Los cinco sentidos (2015)

### Participaciones
- Encuentro Internacional de Payadores (2004-2024) Este Encuentro se realiza todos los años en Casablanca. Cecilia siempre participaba.
- Seis flores en el jardín (2015)
- Violeteras... herencia rebelde (2017)
- Encuentro Internacional de mujeres verseadoras" Versos de Ida y Vuelta, Universidad de Humanismo Cristiano(2023)
- Encuentro Nacional de Payadoras #aquipayanlasmujeres" (2022 y 2024)

## Publicaciones
- Las cajitas de colores (2012)

## Premios
| Año  | Premio |
| ---- | --- |
| 2021 | Premio Oreste Plath - Academia Chilena de la Lengua                                                                                    |
| 2024 | Premio a la Trayectoria Nacional en Cultura Tradicional Margot Loyola Palacios - Ministerio de las Culturas, las Artes y el Patrimonio |